# Ectecephala borgmeieri
Ectecephala borgmeieri är en tvåvingeart som beskrevs av Oswald Duda 1930. Ectecephala borgmeieri ingår i släktet Ectecephala och familjen fritflugor. Inga underarter finns listade i Catalogue of Life.